# Bananenrepubliek
Een bananenrepubliek is een populaire benaming voor een politiek instabiel, corrupt land dat vaak rijk is aan grondstoffen en waar staatsgrepen en revoluties aan de orde van de dag zijn.
De aanduiding werd bedacht door de Amerikaanse schrijver O. Henry voor zijn boek Cabbages and Kings (1904) en wordt meestal gebruikt voor landen in Centraal-Amerika en het Caribisch gebied, maar soms ook voor landen in Afrika, Oceanië en Zuid-Amerika.
In het begin werden hiermee landen bedoeld die enkel of overwegend bananen exporteerden of produceerden. Het slaat dan ook vooral op de Midden-Amerikaanse staten zoals Honduras, Nicaragua en Panama, wier politiek en staatsbedrijven decennialang sterk door de grote zuidvruchtexporteurs United Fruit Company (Chiquita) en Standard Fruit Company (Dole), beïnvloed werden. De economische macht van deze Amerikaanse bedrijven was veruit groter dan de politieke macht van de regeringen, en al helemaal groter dan de macht van de bevolking van deze landen.

## Historische voorbeelden
De "originele" bananenrepubliek was Honduras. Gedurende een groot deel van de negentiende en twintigste eeuw was de United Fruit Company, het huidige Chiquita, een politieke factor van betekenis. De United Fruit Company kreeg de bijnaam "de Octopus" omdat het bedrijf zich regelmatig met de politiek van het land bemoeide. In 1910 huurde de United Fruit Company zelfs een groep criminelen uit New Orleans in om de regering omver te werpen, omdat deze te hoge belastingen zou heffen. 
Volgens sommigen was de United Fruit Company ook medeverantwoordelijk voor het omverwerpen van de linkse regering van Jacobo Arbenz in Guatemala in 1954. Arbenz had (ongebruikt) land van de United Fruit Company onteigend om het te verdelen onder de arme bevolking. Arbenz bood aan een schadevergoeding te betalen, maar het bedrijf was daarmee niet tevreden. Het had banden met een aantal hooggeplaatste Amerikaanse politici, die het zover wisten te krijgen de regering omver te werpen.
Bananenrepubliek is een leenvertaling van het Engelse banana republic. Het is in 1923 voor het eerst in het Nederlands aangetroffen, in een advertentie in de Nieuwe Rotterdamsche Courant voor de film The Dictator van James Cruze. In die advertentie wordt de film als volgt aanbevolen: 'Wat een film! Gevechten en sensationele avonturen in een Spaansche bananen-republiek, met een levenslustig jong Amerikaan [sic] en een knappe senorita als hoofdpersonen.' Volgens een bespreking van de film in Het Vaderland, op 13 oktober 1923, ging het om 'een gefingeerde republiek, een bananen-republiek ergens in Amerika'. Bedoeld werd: Spaans Amerika, dus Midden- of Zuid-Amerika, ook destijds erg instabiele landen.

## Tegenwoordig gebruik
Algemeen wordt tegenwoordig het begrip 'bananenrepubliek' ook gebruikt als kritiek tegen staten waarvan de politieke cultuur met corruptie en willekeur in verband gebracht wordt. Daarom wordt het begrip ook in politieke discussies en polemieken over industrielanden zoals Zwitserland, Duitsland, Frankrijk, Oostenrijk en Italië gebruikt, wanneer men zulke praktijken veronderstelt of aan de kaak stelt. Illustrerend hiervoor is de song "Banana Republic" van The Boomtown Rats uit 1980. In dit lied wordt hun thuisland, Ierland als bananenrepubliek gekenschetst.
In 1984 werd het Duitse woord 'Bananenrepublik' als 'Woord van het Jaar' genomineerd.

## Oudste vermelding

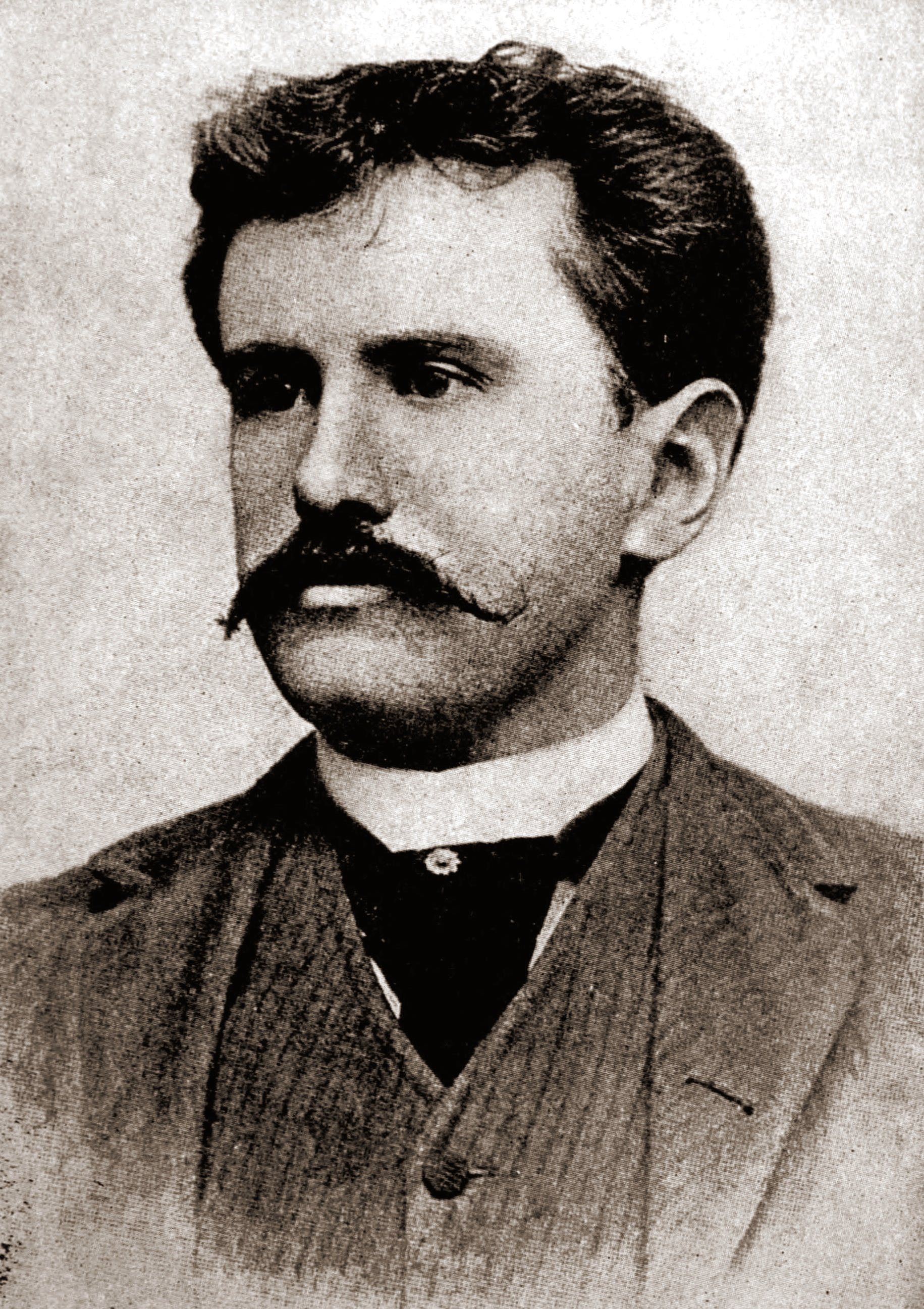
O. Henry.

Het Engelse banana republic is voor het eerst aangetroffen in 1904, in Cabbages & Kings van O. Henry, in de zin: 'In the constitution of this small, maritime banana republic was a forgotten section that provided for the maintenance of a navy.'

De Oxford English Dictionary omschrijft het begrip als 'toegepast op een klein land, vooral in Midden-Amerika, waarvan de economie vrijwel geheel afhankelijk is van de fruitexport'. 
In Nederland wordt het woord voor het eerst gesignaleerd in een advertentie voor de film 'De dictator' in Het Vaderland van 11 oktober 1923.

## Bananenrepublieken in fictie
Wanneer fictie zich afspeelt in een fictief land in Latijns-Amerika wordt dat land meestal afgeschilderd als bananenrepubliek. In zulke verhalen komen vaak stereotiepe figuren als el capitán, el presidente of el magnífico voor. De taal die wordt gesproken in zo'n land is meestal Spaans. Voorbeelden van bananenrepublieken in fictie zijn:
- San Theodoros en Nuevo Rico; twee bananenrepublieken in Kuifje-verhalen. Bij aankomst in San Theodoros wordt Kuifje meteen tot kolonel benoemd. Het land valt van revolutie in revolutie, met als belangrijkste figuren generaal Tapioca die gesteund wordt door een op de Sovjet-Unie gelijkende buitenlandse macht, en generaal Alcazar, die gesteund wordt door "United Banana & co."
- Nostromo, een boek van Joseph Conrad, vindt plaats in Costaguana, waar een groot deel van de macht in handen is van zilverbedrijven.
- Carel Jan Schneider heeft als diplomaat in verschillende landen gewoond. Sommige van zijn onder het pseudoniem F. Springer  geschreven boeken spelen in fictionele bananenrepublieken. Een voorbeeld van zo'n land is D'Unia in De gladde paal van macht. Een politieke legende.
- In Abeltje, een boek van Annie M.G. Schmidt dat ook verfilmd is, komt de bananenrepubliek Perugona voor, vlak nadat er een coup heeft plaatsgevonden. Meneer Tump wordt tot president gemaakt.
- In Moon Over Parador, een film uit 1988, speelt Richard Dreyfuss een personage dat sterk lijkt op de dictator van het fictieve land Parador en gedwongen wordt hem te vervangen.